# Toni Gorupec
Toni Gorupec (sinh ngày 4 tháng 7 năm 1993) là một cầu thủ bóng đá người Croatia thi đấu cho Santa Clara theo dạng cho mượn từ Vitória de Setúbal ở vị trí hậu vệ.

## Sự nghiệp câu lạc bộ
Vào ngày 20 tháng 9 năm 2013, Gorupec ra mắt chuyên nghiệp thi đấu cho Lokomotiva trước Hrvatski Dragovoljac khi anh đá chính từ đầu.